# 模拟火车世界
《模拟火车世界》是由Dovetail Games开发的火车模拟游戏。它是《模拟火车》的后继版本，于2018年7月24日发布。该游戏允许玩家以第一人称模式在游戏世界中漫步。在此模式下玩家既能以火车司机的身份驾驶列车，完成加油或更换开关等任务，亦能作为乘客搭乘Ai控制的列车。

## 历史
- 2016年9月13日，《模拟火车世界》的前身——《模拟火车世界：CSX重载铁路》（Train Sim World：CSX Heavy Haul）开启公测[4]，并于2017年2月13日登陆Steam平台[5]。该版本仅包含一条线路，为美国宾夕法尼亚州的沙斑岩铁路 (Sand Patch Grade)
- 2018年7月24日，《模拟火车世界》正式版发售，包含《大西部快线》，《高速铁路交通》和《东北走廊：纽约》三条线路。PC版亦包含《沙斑岩铁路》
- 2019年8月15日，年度更新版本《模拟火车世界2020》发布，包括《大西部快线》，《奔宁山脉》，《施佩萨特主干线》和《长岛铁路》[6]。数字豪华版在此基础上增加《半岛走廊》线路。《沙斑岩铁路》仍作为PC版的附加线路
- 2020年6月10日，Dovetail Games公佈後繼新作《模擬火車世界2》。該作獨立於先前的《模擬火車世界》和《模擬火車世界2020》，對遊戲畫面，物理引擎進行全面升級和改進。新增塗裝編輯器和任務編輯器功能，包含全新的線路——《倫敦地鐵貝克盧線》，《科隆-亞琛高速鐵路》，以及全面升級的《沙斑岩鐵路》。增加「保留收藏」（Preserved Collection），玩家可繼續使用其購買的《模擬火
- 2021年5月4日，Dovetail Games宣佈《模擬火車世界2》將於2021年夏季迎來大更新，同時將發售新DLC《尖峰時刻》。在該DLC中玩家將著手應對高峰時期大客流，確保列車安全正點抵達目的地。擴展包將包括三條線路——《東北走廊：波士頓-普羅維登斯》，《布萊頓主幹線》以及《里薩-德累斯頓鐵路》。
- 2022年9月7日，Dovetail Games正式在steam平台上發布《模擬火車世界3》，《模擬火車世界2》的所有DLC均可在《模擬火車世界3》上持續使用。
- 2023年8月23日，Dovetail Games宣布開放預購《模擬火車世界4》，預計於9月27日正式發售。